# بونوروا
بونوروا (به ایتالیایی: Bonorva) یک کومونه در ایتالیا است که در استان ساساری واقع شده‌است.

## خصوصیات
بونوروا ۱۴۹٫۳ کیلومترمربع مساحت و ۳٬۸۸۳ نفر جمعیت دارد و ۵۰۸ متر بالاتر از سطح دریا واقع شده‌است.